# 연기 분기점
연기 분기점(Yeongi Junction)은 세종특별자치시 전동면 청람리에 설치될 예정인 세종포천고속도로와 세종포천고속도로 오송지선의 분기점이자 세종포천고속도로 오송지선의 기점이다. 2026년 12월에 개통될 예정이다.

## 역사
- 2020년 3월 10일 : 나들목 신설을 위해 세종특별자치시 도시계획시설 교통광장에 전동면 청람리 일원을 고시[1]

## 구조물 정보
- 위치 : 세종특별자치시 전동면 청람리

## 접속하는 도로
- 국도 제1호선 (세종로)